# مبانی استنباط حقوق اسلامی
مبانی استنباط حقوق اسلامی یا اصول فقه کتابی از ابوالحسن محمدی است که از کتاب‌های درسی رشتهٔ حقوق در ایران به‌شمار می‌آید. این کتاب از سوی انتشارات دانشگاه تهران منتشر شده و تا سال ۱۴۰۰ به چاپ شصت‌وهفتم رسیده‌است.

## نقد
سید عبدالرحیم حسینی (دانشیار پردیس فارابی دانشگاه تهران) نقد مفصلی بر این کتاب نوشته‌است.
او می‌نویسد:
با کندوکاو در شیوة نگارش، پیکربندی مباحث و محتوای علمی کتاب مبانی استنباط حقوق اسلامی مواردی چون فقدان وحدت سبک در پیکربندی مطالب، نادیده‌انگاری منطق تدوین و دستاوردهای متأخران و معاصران، فقدان ارتباط منطقی میان برخی عناوین مطرح‌شده، فقدان بهره‌مندی از مستندات لازم، کاربردی‌نبودن برخی مباحث مطرح‌شده، ناهم‌گونی استدلالها، چشم‌پوشی از آموزه‌های اساسی، بهره‌نبردن از یافته‌های جدید حقوقی و قوانین موضوعی بازنگری‌شده، و جزم‌انگاری قواعد محل اختلاف این کتاب را از ابعاد گوناگون نقدپذیر کرده‌است. ازسوی‌دیگر، ضرورت کابردی‌کردن متون آموزشی حقوقی و انطباق‌ها با آخرین یافته‌ها و تطبیق با قوانینِ عرصه‌های مختلف، با تأکید بر نظریه‌های عالمان فقه و حقوق و دانش اصول بر اهمیت این نقد می‌افزاید. ازآن‌جاکه هدف نگارش این کتاب تهیهٔ متن آموزشی متناسب با شرایط کنونی دانش حقوق و آماده‌سازی دانشجویان برای انجام‌دادن تحقیقات حقوقی است، دست‌کم بازنگری در مباحث آن به‌منزلهٔ متن آزمون‌های تحصیلات تکمیلی و استخدامی ضروری است.